# George Lam
George Lam, de son vrai nom Lam Tsz-cheung (林子祥, né le 12 octobre 1947), est un chanteur et acteur hongkongais dont la carrière s'étale sur plus de 40 ans.
Lam écrit la plupart de ses chansons, ainsi que pour d'autres artistes. Très novateur, il est à l'origine du tout premier rap de la cantopop, Ah Lam's Diary. Au fil des ans, il a introduit une grande diversité de chansons sur la scène musicale hongkongaise, nombre de ses propres compositions et reprises étant devenues des classiques de la cantopop. L'un de ses talents particuliers consiste à choisir les chansons à faire parmi une grande variété de sources, notamment d'Occident, du Moyen-Orient, d'Amérique latine ou du Japon. Les chansons qu'il a choisies pour des reprises vont de la musique classique, en passant par les comédies musicales, la chanson folklorique hébraïque, au funk et au rock and roll. Ses propres compositions et reprises couvrent une très large gamme stylistique, allant du Country rock au Rhythm and blues, en passant par le rock and roll, le funk, le jazz, le rap, les airs traditionnels chinois, le Tango et la Bossa nova. Il est particulièrement habile à interpréter toutes ces chansons dans son propre style inimitable, ayant une large gamme vocale et étant connu pour exceller dans de nombreux genres de musique. Il peut par exemple chanter puissamment sur des rythmes rapides tout en recherchant la sincérité sur des ballades romantiques.
En reconnaissance de sa contribution à la scène musicale, Lam a reçu de nombreux prix, dont le Golden Needle Award en 1994, le CASH Hall of Fame Award en 2003, le Prix d'excellence J.S.G. pour l'ensemble de sa carrière en 2015 et le RTHK Hall of Fame Award en 2016.
En plus de sa carrière de chanteur, Lam a également joué dans de nombreux films, faisant ses débuts au cinéma avec Luckies Trio en 1978. Son rôle le plus mémorable est probablement celui du journaliste japonais dans Passeport pour l'enfer (1982) d'Ann Hui.

## Biographie
Né à Hong Kong, Lam est issu d'une famille de médecins, son père et son grand-père paternel étant médecins. Il est scolarisé à l'école primaire Tak Sun, puis à la Diocesan Boys' School (en), une école anglophone pour garçons. Dans celle-ci, il choisit d’étudier le français plutôt que le chinois.
Lam commence à écouter de la musique très jeune. Son grand-père l’emmène souvent voir des films, tant chinois qu'occidentaux, ce qui l'expose à la musique de film. De plus, sa mère aime chanter et danser, tandis que son père aime écouter de la musique et jouer du piano. Toute cette ambiance musicale attise son intérêt pour cette forme d'art. Il commence à aimer écouter de la musique à la radio lorsqu'il est adolescent et apprend à jouer de la guitare. En 1965, Lam quitte Hong Kong pour poursuivre ses études au Royaume-Uni. Pendant cette période et un séjour aux États-Unis, son horizon musical est encore élargi par la découverte d'une grande variété de genres musicaux.
Quand il arrive pour la première fois au Royaume-Uni en 1965, il étudie au Dover College (en) (il y est leamingtonien) sous la direction de Timothy Cobb. Son ami de longue date, Ching Y. Wong, a également fréquenté la Diocesan Boys' School. Après environ un an, il est transféré à l'école de coaching Barcote à Buckland pour rejoindre son frère, Tony. Sur place, il forme un groupe de chansons folkloriques, The Midnighters, avec deux amis. Lam effectue une visite aux deux écoles en janvier 2019.
Après ses études au Royaume-Uni, Lam y travaille quelques années avant de s'installer en Californie, où il est professeur de tennis et travaille dans une société de courtage en valeurs mobilières. C'est durant cette période qu'il commence à écrire ses propres chansons. Peu de temps après, il rentre à Hong Kong pour se lancer dans la musique.
Au début, Lam est l'un des chanteurs principaux d'un groupe appelé Jade. En 1976, il se lance en solo avec son premier album en anglais, Lam. Son premier album en cantonais sort en 1978. En 1980, deux de ses chansons sont classées dans le Top dix des meilleures chansons chinoises. Au cours des années 1980, Lam sort 23 chansons qui dominent les ondes de RTHK, juste derrière Alan Tam, qui en sort 28. Lam anime également des émissions musicales à la télévision, joue dans des séries télévisées et tient le rôle principal de nombreux films.
En mai 2003, Lam fait une chute accidentelle de 2,5 mètres de haut alors qu'il se produit sur la scène du Hong Kong Coliseum en tant qu'invité de Lisa Wang. Cette chute le blesse à l'oreille droite, qui perd une partie de son audition, en particulier dans les hautes fréquences, et entraîne des acouphènes. Par la suite, il ne peut essentiellement entendre que des sons en mono,. Quelques mois après sa blessure, il organise délibérément une série de concerts dans le sud de la Chine pour s'habituer à ses nouveaux problèmes d'audition. En peu de temps, il réussit à s'adapter à cette nouvelle réalité et réussit très bien à se produire sur scène et à reprendre sa carrière.
Lam reste populaire à Hong Kong depuis plus de quatre décennies. Au fil du temps, il a non seulement acquis la reconnaissance et le respect de ses pairs, tels Anita Mui, Leslie Cheung ou Paula Tsui, mais a également joué un rôle dans la formation de la scène musicale hongkongaise. Hacken Lee (en) et Andy Lau ont été influencés par sa musique.

## Vie privée
Lam se marie avec Ng Ching-yuen en 1980. Ils ont un fils, Alex Lam Tak-shun, qui est également chanteur et acteur, et une fille, April Lam. Lam et Ng divorcent en 1994. Le 17 juillet 1996, il épouse la chanteuse et actrice Sally Yeh.

## Discographie

### Albums en cantonais
- 各師各法 (1978)
- 抉擇 (1979)
- 摩登土佬 (1980)
- 一個人 (1980)
- 活色生香 (1981)
- 海市蜃樓 (1982)
- 愛情故事 (1983.07)
- 愛到發燒 (1984.04)
- 林子祥創作歌集 (1984.12)
- 林子祥85特輯 (LAM '85) (1985.04)
- 十分十二吋 (12" Single) (1985.08)
- 誘惑 (1985.12)
- 最愛 (1986.06)
- 千億個夜晚 (1987.01)
- 花街70號 (1987.07)
- 林子祥創作+歌集 (1988.01)
- 生命之曲 (1988.10)
- 林子祥長青歌集 (1989)
- 十三子祥 (1990)
- 日落日出 (1990)
- 小說歌集 (1991)
- 最難忘的你 (1992)
- 祈望 (1992)
- 林子祥'93創作歌集 (1993)
- 單手拍掌  (1994)
- 緣是這樣 (1996)
- 好氣連祥 (1997)
- 現代人新曲+精選 (1998)
- 只有林子祥 (2001)
- Until We Meet Again (2004)
- 阻住地球轉 (2007)
- Lamusique (2010)
- Lamusique Vintage  (2011)
- LAMUSIC Original Classics  (2014)
- 佐治地球40年  (2015)

### Albums en anglais
- Lam (1976)
- Lam II (1977)
- Teresa Carpio & Lam (1978)
- Lessons (1990)
- When a Man Loves a Woman (1993)

### Albums en mandarin
- "這是你是真的傷了我的心" (1991)
- "這樣愛過你" (1992)
- "決定" (1993)
- "感謝" (1995)
- "尋祥歌" (1998)

## Chansons écrites pour ses propres albums
- 1977年 Lam II —— Boring Love (+ paroles)、Up-Down (+ paroles)
- 1978年 各師各法 —— 三個願望、確係愛得悶
- 1979年 抉擇 —— 點解娶老婆
- 1980年 摩登土佬 —— 分分鐘需要你、愛的美敦書、願愛得浪漫、廣告廣告
- 1980年 一個人 —— 在水中央、她的歌聲、執到寶、轉轉轉
- 1981年 林子祥精選 —— 愛的種子
- 1981年 活色生香 —— 活色生香、究竟天有幾高、再生人、沙漠小子、有句話、七月初七、走馬燈、可以不可以
- 1982年 海市蜃樓 —— 海市蜃樓、今天開始、幾段情歌
- 1983年 愛情故事 —— 小男人主義、懶舒服、熱血青年、阿喲心聲、巴黎街頭
- 1984年 愛到發燒 —— 邁步向前、我偷望你偷看、石像
- 1984年 林子祥創作歌集 —— 水仙情、師傅教落、紅日豐收、再見楊柳、跳躍太陽下、誰能明白我、心肝寶貝、追憶、床上的法國煙、此情可待、說聲珍重
- 1985年 林子祥85特輯 (LAM '85)—— Moments (+ paroles)、仍然記得嗰一次、零時十分、星光的背影
- 1985年 誘惑 —— 這一個夜、千枝針刺在心、為誰忙
- 1986年 最愛 —— Ah Lam日記、曾經、冷冰冰的形象、一個早上
- 1987年 千億個夜晚 —— 風雨故人來、單身女人、今生以後
- 1987年 花街70號 —— April (+ lyrics)、似曾相識
- 1988年 林子祥創作+流行歌集 —— 每夜唱不停、雨點、昨日街頭、幻覺、Talking About (+ paroles)
- 1988年 生命之曲 —— 誰為你、真的漢子、三心一意、今晚可有空
- 1989年 長青歌集 —— 勝敗之間、矛盾
- 1990年 十三子祥 —— 似夢迷離、一咬O.K.
- 1990年 日落日出 —— 日落日出
- 1990年 Lessons —— Without The 2 Of Us、Tennis Nemesis、Sabbatical、He Said、Talking About、Lessons、April、Three Wishes、Boring Love、It's Only Goodbye(+ paroles de toutes les chansons)
- 1991年 小說歌集 —— 懷念這深深一吻、怎麼可以沒有你、原來沒有你是這樣
- 1991年 這次你是真的傷了我的心 (Mandarin)—— 不要笑我痴、當時年紀小、這次你是真的傷了我的心、戀愛無所不在、回首夢已遠
- 1992年 我這樣愛過你 (mandarin)—— 夜、Three Wishes (+ paroles)、聲聲問、願今宵永在夢裏
- 1992年 祈望 —— 祈望、一笑置之、急促的心跳、如風如煙
- 1992年 最難忘的你 —— 將心意盡訴、獨自暢飲、改變常改變、人海中一個你
- 1993年 林子祥93創作歌集 —— 交出一切、你心有我、終生伙伴、我的一生、歸向平淡、偶像、你令我找到自己、愛偏偏要別離、曾經滄海、舊居中的鋼琴、一團和氣
- 1993年 決定 (mandarin)—— 那年冬天、注定多情、愛你到此為止
- 1994年 單手拍掌 —— 你是朋友、不可能沒有你、我走我路、今天的一切、單手拍掌、在這世界有你最好、無愧於心、小屋的風雨
- 1995年 感謝 (mandarin)—— 回首來時路、情關、在水中央、無言的愛
- 1996年 緣是這樣 —— 十八變、我以你自豪、緣是這樣、快樂的真相、十分鐘意、有情天地、感激
- 1997年 好氣連祥 —— 擁抱、愛情、人間好漢、最遠偏偏最近、谷爆、知己
- 1998年 現代人新曲+精選 —— 現代人、百年之癢、簡簡單單、醉一半
- 1998年 尋祥歌 (mandarin)—— 夜歸的男人、最愛的人不是我、貪戀、千言萬語都是愛、自在、傷口還在、為自己鼓掌、越愛越沉默、快樂歌、狂歡
- 2001年 只有林子祥 —— 只有夢長、萬里天風伴我飛、我好想、愛與被愛
- 2002年 港樂 林子祥 —— The Prayer ( + paroles )
- 2004年 Until We Meet Again —— Until We Meet Again、美而廉、講笑、我們笑 (mandarin)
- 2007年 佐治地球轉 —— 常在我心中、Angel、自由行、流離半世、林振祥、Through Your Eyes (+ paroles)、前世、問天不應、很多很多、誰都可以(+ paroles )、腹語、我的秘密 (+ paroles en mandarin)
- 2011年 Lamusique Vintage —— Invincible (+ paroles )
- 2014年 LAMUSIC Original Classics —— 衝上雲霄、Make My Day (+ paroles )、小苹果、秘密花園
- 2014年 單曲 —— 東方傳奇 (東方足球隊會歌)
- 2015年 單曲 —— 粵唱越響 (跨粵流行嘅主題曲)

## Chansons écrites pour d'autres artistes
- 路家敏 小貓與我
- 杜麗莎 仍然記得個一次
- 林嘉寶 幸運兒
- 徐小鳳 星光的背影 、在水中央
- 陳百強 寵愛
- 梅艷芳 抱緊眼前人
- 葉蒨文 零時十分
- 葉蒨文 蒨意
- 葉蒨文 願意
- 葉蒨文 完全是你
- 側田 有火
- 張敬軒 相對論

## Concerts tenus à Hong Kong
- 1976 《Teresa Carpio & George Lam Concert》
- 1981 《林子祥Show》
- 1983 《林子祥演唱會》
- 1985 《林子祥85演唱會》
- 1987 《林子祥演唱會》
- 1988 《LAM 88-89 LIVE》
- 1990 《特醇星徽林子祥90演唱會》
- 1992 《白花油林子祥有情演唱會》
- 1995 《林子祥寄廿載情演唱會95》95 Lam in Live
- 1998 《林子祥葉蒨文好氣連場98'》
- 2001《最愛接觸林子祥演唱會》  Live Contact Lam 2001
- 2001 《01年拉闊壓軸 林子祥&陳奕迅音樂會》
- 2002  《港樂·林子祥HKPO & Lam Live》
- 2005  《子有祥情林子祥演唱會》  " Always" Lam in Concert
- 2007  《仍然最愛林子祥杜麗莎演唱會》Teresa & Lam Live at the HK Coliseum 2007
- 2009  《十分十二子祥演唱會》Lam@Coliseum
- 2010  《Lam Made in Love 音樂會》
- 2011  《 Vintage Lamusic Concert 》
- 2011  《Music is Love George Lam X Hacken Lee》 《林子祥x李克勤 拉闊音樂會2011》
- 2013  《絕對熹祥- A Mix & Match Concert with 林子祥 & 趙增熹》
- 2016  《林子祥佐治地球四十年演唱會》George Lam 40th Anniversary Concert—Hong Kong
- 2019  《林子祥 Lamusical 2019 演唱會》Lamusical2019

## Filmographie
| Année | Titre                                                     | Rôle | Prix                                                          |
| ----- | --------------------------------------------------------- | ---- | ------------------------------------------------------------- |
| 1978  | Luckies Trio 《各師各法》                                 |      |                                                               |
| 1979  | Money Trip 《懵女，大賊，傻偵探》                         |      |                                                               |
| 1979  | The Secret 《瘋劫》                                       |      |                                                               |
| 1980  | Disco Bumpkins 《摩登土佬》                               |      |                                                               |
| 1980  | Pembunahan Pursuit 《糊塗英雄》                           |      |                                                               |
| 1981  | All the Wrong Clues for the Right Solution 《鬼馬智多星》 |      |                                                               |
| 1981  | Life After Life 《再生人》                                |      |                                                               |
| 1982  | Mad Mission 《最佳拍檔》                                  |      |                                                               |
| 1982  | It Takes Two 《難兄難弟》                                 |      |                                                               |
| 1982  | Passeport pour l'enfer 《投奔怒海》                       |      | Nommé au Hong Kong Film Award du meilleur acteur              |
| 1983  | All the Wrong Spies 《我愛夜來香》                        |      | Nommé au Hong Kong Film Award de la meilleure musique de film |
| 1984  | Banana Cop 《英倫琵琶》                                   |      |                                                               |
| 1984  | The Owl vs Bombo 《貓頭鷹與小飛象》                       |      | Nommé au Hong Kong Film Award de la meilleure musique de film |
| 1985  | Kung Hei Fat Choy 《恭喜發財》                            |      |                                                               |
| 1985  | Le Flic de Hong Kong 2 《夏日福星》                       |      |                                                               |
| 1985  | It's a Drink, It's a Bomb 《聖誕奇遇結良緣》              |      |                                                               |
| 1985  | Lost Romance                                              |      | Nommé au Hong Kong Film Award de la meilleure musique de film |
| 1986  | Passion 《最愛》                                          |      | Hong Kong Film Award de la meilleure musique de film          |
| 1987  | Easy Money 《通天大盜》                                   |      |                                                               |
| 1988  | Heart to Hearts 《三人世界》                              |      |                                                               |
| 1988  | Starry is the Night 《今夜星光燦爛》                      |      | Nommé au Hong Kong Film Award de la meilleure musique de film |
| 1989  | Perfect Match 《最佳男朋友》                              |      |                                                               |
| 1989  | Heart into Hearts 《三人新世界》                          |      |                                                               |
| 1990  | A Bite of Love 《一咬OK》                                 |      |                                                               |
| 1990  | Shanghai Shanghai 《亂世兒女》                            |      |                                                               |
| 1991  | The Banquet 《豪門夜宴》                                  |      |                                                               |
| 1991  | The Perfect Match 《富貴吉祥》                            |      |                                                               |
| 1992  | Heart Against Hearts 《三人做世界》                       |      |                                                               |
| 1993  | Perfect Couples 《皆大歡喜》                              |      |                                                               |
| 1997  | A Queer Story 《基佬四十》                                |      |                                                               |
| 1997  | Up for the Rising Sun 《擁抱朝陽》                        |      |                                                               |
| 2003  | Love Under the Sun                                        |      |                                                               |
| 2004  | Six Strong Guys 《六壯士》                                |      |                                                               |
| 2006  | Love at First Note 《戀愛初歌》                           |      |                                                               |
| 2007  | The Pye-Dog                                               |      | Nommé au Hong Kong Film Award de la meilleure musique de film |
| 2007  | Wonder Women                                              |      |                                                               |
| 2009  | Look for a Star 《游龍戲鳳》                              |      |                                                               |
| 2011  | Hi, Fidelity<bɾ>《出軌的女人》                            |      |                                                               |
| 2018  | Europe Raiders                                            |      |                                                               |

,